# 中国德昂族博物馆
中国德昂族博物馆，在国家文物局的备案名称为三台山乡德昂族博物馆，是中华人民共和国云南省德宏傣族景颇族自治州芒市的一家历史文化博物馆。2011年9月28日正式开放，馆舍位于中国德昂族人口最多的乡镇——芒市三台山德昂族乡，建筑面积4,281平方米，展厅面积850平方米。截至2023年该馆共有藏品316件（套）。

## 历史
中国德昂族博物馆始建于2007年9月，是云南省7个人口较少民族文化遗产保护与传承重点工程之一。2010年，德宏州为研究、拯救、挖掘、传承德昂族历史、民风民俗，争取到了中央少数民族发展项目资金、上海对口帮扶项目的支持和云南省人民政府的支持，投资298万元扩建了中国德昂族博物馆。2011年9月28日举行开馆仪式。

## 展馆
德昂族博物馆总占地4,400平方米，由主展馆、动态表演馆、手工艺品展示馆、电子展示厅等部分组成，主展馆面积200余平方米，共有两层，一层展厅展示介绍德昂族变迁的历史资料以及德昂族人民在生产生活中使用的物件；二层展厅展示不同款式花样的德昂族服饰。

## 开放时间
博物馆的开放时间是每周一至周五上午8:30—11:30、下午14:20—17:30，双休日及节假日休息。